# Astanchus ussuriensis
Astanchus ussuriensis is een keversoort uit de familie kniptorren (Elateridae). De wetenschappelijke naam van de soort werd voor het eerst geldig gepubliceerd in 1975 door Elena Gurjeva.